# Robert Wilkinson Furnas
Robert Wilkinson Furnas, född 5 maj 1824 i Miami County, Ohio, död 1 juni 1905 i Lincoln, Nebraska, var en amerikansk republikansk politiker. Han var Nebraskas guvernör 1873–1875.
Furnas flyttade 1856 till Nebraskaterritoriet och var verksam som publicist. Han var ansvarig utgivare för Nebraska Advertiser och deltog sedan i amerikanska inbördeskriget i nordstaternas armé.
Furnas tillträdde 1873 som Nebraskas guvernör och efterträddes 1875 av Silas Garber. Han avled 1905 och gravsattes i Brownville. Furnas County har fått sitt namn efter Robert Wilkinson Furnas.